# 女黑俠木蘭花系列
女黑俠木蘭花系列是倪匡（當時筆名魏力）所著的科幻動作小說系列。以木蘭花、穆秀珍及高翔合稱之東方三俠對抗犯罪集團黑龍黨及神秘組織罪犯的經過為故事主線。故事後期加上「天使俠女」安妮和雲四風、雲五風等人物。屬於科幻、推理和偵探、武俠混搭文類。又稱東方三俠系列。

## 小說系列
共60本，原載於《武俠世界》雜誌，按出版時間排序如下：
| 女黑俠木蘭花系列             | 女黑俠木蘭花系列          | 女黑俠木蘭花系列 |
| ---------------------------- | ------------------------- | ---------------- |
| 1. 巧奪死光錶 (死光迷霧)     | 21. 旋風神偷 (金錢咒)     | 41. 金庫奇案     |
| 2. 血戰黑龍黨 (黑龍現爪)     | 22. 天外恩仇 (牧羊人口訣) | 42. 龍宮寶貝     |
| 3. 火海生死鬥 (太陽之女)     | 23. 大破暗殺黨            | 43. 珊瑚古城     |
| 4. 海底火龍 (木雕人頭)       | 24. 魔黨餘生              | 44. 獵頭禁地     |
| 5. 地獄門（屍變驚魂）        | 25. 血濺黃金柱            | 45. 魔畫         |
| 6. 勇破火箭場                | 26. 神秘血影掌            | 46. 死神宮殿     |
| 7. 神秘高原 (高原之謎)       | 27. 鑽石雷射              | 47. 復活金像     |
| 8. 雷庫驚魂 (煞星男爵)       | 28. 北極氫彈戰            | 48. 遙控謀殺案   |
| 9. 死亡織錦（死怖博物館）    | 29. 潛艦迷宮              | 49. 地道奇人     |
| 10. 電眼怪客 (神秘之眼)      | 30. 玻璃偽鈔模 (偽鈔奇案) | 50. 蜜月奇遇     |
| 11. 冰川亡魂 (土王的秘密)    | 31. 黑暗歷險              | 51. 冷血人       |
| 12. 奪命紅燭 (魔術手法)      | 32. 人型飛彈              | 52. 生死碧玉     |
| 13. 智擒電子盜 (奪命密碼)    | 33. 軍械大盜              | 53. 電網火花     |
| 14. 死亡爆炸網（追魂48小時） | 34. 斷頭美人魚            | 54. 古屋奇影     |
| 15. 殺人獎金                 | 35. 蜘蛛陷阱              | 55. 金廟奇佛     |
| 16. 隱形奇人 (死亡約定)      | 36. 無敵殺手              | 56. 天才白痴     |
| 17. 高空喋血（毒藥）         | 37. 沉船明珠              | 57. 生命合同     |
| 18. 怒殲惡魔團               | 38. 無價奇石              | 58. 三屍同行     |
| 19. 連環毒計 (神妻)          | 39. 失蹤新娘              | 59. 無風自動     |
| 20. 秘密黨                   | 40. 怪新郎                | 60. 無名怪屍     |

在衛斯理《轉世暗號》系列中，記載當年衛斯理的叔叔出現後，為了見義勇為，接下了一位被追殺的女子的請求，收留了個女嬰，命名為穆秀珍。但是他後來加入了共產黨，只好把女嬰寄養在一家姓穆的大戶人家。當衛斯理的叔叔要去接穆秀珍時，才發現穆家幾乎因戰亂而滅絕。但是穆秀珍怎麼躲過，又怎麼長大，並沒有太詳細的描述。當初那個女子的身分很有可能是當時北韓的最高領袖金日成的情人，也造成穆秀珍心裡很大的打擊，所以她並不願意認祖歸宗。後來穆秀珍後面因這件事曾和衛斯理與白素碰過面。

## 改編電影/電視劇
- 1966年電影《女黑俠木蘭花》、《女黑俠血戰黑龍黨》，及1967年電影《女黑俠威震地獄門》，分別改編自原著小說《巧奪死光錶》、《血戰黑龍黨》及《地獄門》，雪妮、曾江主演[1][2]
- 1981年香港電視廣播有限公司電視劇《女黑俠木蘭花》，由趙雅芝、黃錦燊、楊盼盼、曾江等主演。[3]
- 1984-04-16～1984-04-27台灣中華電視公司電視劇《奇幻劇場─打擊魔鬼》，由孫嘉林飾演木蘭花、馬惠珍飾演穆秀珍、趙咏馨飾演安妮、范鴻軒飾演局長、康凱飾演高翔等主演。全劇十集，改編四個故事：巧奪死光錶、鑽石雷射、遙控謀殺案、智擒電子盜